# Ренсимен, Дэвид, 4-й виконт Ренсимен из Доксфорда
Дэвид Уолтер Ренсимен, 4-й виконт Ренсимен из Доксфорда (англ. David Walter Runciman, 4th Viscount Runciman of Doxford; родился 1 марта 1967 года) — английский дворянин и ученый, преподающий политику и историю в Кембриджском университете, где он является профессором политики. С октября 2014 по октябрь 2018 года он также возглавлял департамент политики и международных исследований.

## Семья и ранняя жизнь
Рансимен родился 1 марта 1967 года в Сент-Джонс-Вуд, Северный Лондон, Англия, и вырос там. Его отец, Гарри Рансимен, 3-й виконт Рансимен (1934—2020), был политическим социологом и ученым, а его мать, Рут Рансимен (р. 1936), является бывшим председателем Комиссии по психическому здоровью Великобритании, основателем Фонда тюремной реформы и бывшим председателем Национального фонда борьбы со СПИДом. Его отец, мать и дед по отцовской линии и прадед учились в Кембридже. Он получил образование в Итонском колледже, государственной школе для мальчиков в Беркшире, где он выиграл стипендию Ньюкасла. Он продолжал учиться в Тринити-колледже в Кембридже.
Дэвид Ренсимен — внучатый племянник историка сэра Стивена Ренсимена. Он унаследовал виконтство своей семьи после смерти своего отца в 2020 году. С 1997 по 2021 год он был женат на писательнице Би Уилсон (р. 1974), с которой у него трое детей . В настоящее время он женат на психотерапевте Хелен Ренсимен (урожденная Лайон-Далберг-Эктон), дочери Эдварда Эктона.

## Карьера
Ренсимен начал писать для London Review of Books в 1996 году и с тех пор написал десятки обзоров книг и статей о современной политике для LRB и ряда других изданий.
Дэвид Ренсимен опубликовал семь книг. Адаптация его докторской диссертации была опубликована в 1997 году под названием «Плюрализм и личность государства». «Политика благих намерений: история, страх и лицемерие в новом мировом порядке» (2006 г.) оценивает современный и исторический кризис в международной политике после 11 сентября, а «Политическое лицемерие» (2008 г.) исследует политическое использование лицемерия с исторической точки зрения. «Ловушка уверенности: история демократии в период кризиса от Первой мировой войны до наших дней» (2013 г.) излагает его теорию об угрозе чрезмерной самоуверенности демократии . Издательство Profile Books опубликовало его книги «Политика: идеи в профиле» и «Как заканчивается демократия» в 2014 и 2018 годах соответственно.
В октябре 2014 года он был назначен заведующим кафедрой политики и международных исследований Кембриджского университета. 24 февраля 2015 года Ренсимен прочитал свою вступительную лекцию о политической теории и реальной политике в эпоху Интернета. Ему предшествовали на этой должности Эндрю Гэмбл и Джеффри Хоторн.
Одна из самых влиятельных работ Рансимена — «Политика: идеи в профиле». Эта книга исследует, что такое политика, зачем она нам нужна и куда она движется в эти неспокойные времена. Предлагая читателю такие темы, как разрыв между богатыми и бедными и влияние социальных сетей на наш политический климат, это полезный ресурс для всех, кто интересуется тем, как политика формирует мир. Ссылаясь на Макиавелли, Гоббс и Вебер Рансимен отвечают на вопросы, которые многие задают себе при обсуждении политики; например, как может быть такое неравенство между самыми богатыми странами и наименее развитыми.
С 2016 по 2022 год Дэвид Рансимен вел подкаст Talking Politics с профессором Хелен Томпсон. Подкаст собрал группу ученых из Кембриджского университета и других стран, чтобы обсудить текущие события и политику. Он закончился в марте 2022 года после более чем 300 серий и 26 миллионов загрузок.
В июле 2018 года Рансимен был избран членом Британской академии (FBA).
В июле 2021 года он был избран членом Королевского литературного общества (FRSL).
Рансиман был научным руководителем Тары Вестовер, автора книги «Образованные».

## Как заканчивается демократия
Книга «Как заканчивается демократия», опубликованная издательством Profile Books в 2018 году, рассматривает политический ландшафт Запада и показывает нам, как определить признаки того, что демократия может оказаться под угрозой. Изложено в четырех основных разделах:
1. Рассматривая роль переворотов в прекращении демократии, рассматривая при этом как современную, так и древнюю Грецию.
2. Как крупные мировые катастрофы могут убить демократию, будь то ядерная война или климатический кризис.
3. Он смотрит на наше быстро меняющееся общество, особенно в технологическом плане, и на то, как появление искусственного интеллекта может вскоре стать проблемой.
4. Наконец, он заглядывает в будущее, действительно ли демократия закончится, и если да, то может ли она быть заменена чем-то лучшим?
Рецензии на книгу были получены в целом положительно. Получение 3,7 из 5 звезд на «Goodreads» и 4,4 из 5 звезд на Amazon. Эндрю Ронсли из The Guardian написал, что книга заставила его «чувствовать себя более позитивно, чем я думал».

## Критика
После отрицательной рецензии в The Guardian на книгу Нассима Николаса Талеба «Хранитель антихрупкости», Талеб назвал виконта Ренсимена «вторым самым глупым рецензентом» своих работ, утверждая, что Дэвид Ренсимен пропустил концепцию выпуклости, тему своей книги. «Есть 607 ссылок на выпуклость», — писал Талеб.

## Избранные труды
- Runciman, David. Pluralism and the Personality of the State. — Cambridge University Press, 1997. — ISBN 9780521551915.
- Runciman, David (2000). Is the State a Corporation?. Government and Opposition. 35 (1): 90–104. doi:10.1111/1477-7053.00014.
- Maitland, Frederic William. Maitland: State, Trust and Corporation; Cambridge Texts in the History of Political Thought / David Runciman ; Magnus Ryan. — Cambridge University Press, 2003. — ISBN 9780521526302.
- Runciman, David. The Politics of Good Intentions: History, Fear and Hypocrisy in the New World Order. — Princeton University Press, 2009. — ISBN 9781400827121.
- Runciman, David. Political Hypocrisy: The Mask of Power, from Hobbes to Orwell and Beyond. — Princeton University Press, 2010. — ISBN 9780691148151.
- Brito Vieira, Monica. Representation / Monica Brito Vieira, David Runciman. — John Wiley & Sons, 2013. — ISBN 9780745658292.
- Runciman, David. Politics: Ideas in Profile. — Profile Books, 2014. — ISBN 9781782831358.
- Runciman, David. The Confidence Trap: A History of Democracy in Crisis from World War I to the Present. — Princeton University Press, 2015. — ISBN 9781400866076.
- Runciman, David. How Democracy Ends. — Profile Books, 2018. — ISBN 9781541616783.
- Runciman, David. Where Power Stops. — Profile Books, 2019. — ISBN 9781788163330.
- Runciman, David (2020). Don't be a Kerensky!. London Review of Books. Vol. 42, no. 23. pp. 13–16, 18.